# Vesto Slipher
Vesto Melvin Slipher (Mulberry (Indiana), 11 november 1875 – Flagstaff (Arizona), 8 november 1969) was een Amerikaans astronoom. Hij is vooral bekend voor zijn ontdekking tussen 1912 en 1914 dat spiraalnevels roteren en zich met zeer hoge snelheid van ons verwijderen. Hiermee legde hij de basis voor het werk van Georges Lemaître en Edwin Hubble rond het uitdijende heelal.

## Levensloop
Slipher studeerde in 1897 af aan de Frankfort High School in Frankfort (Indiana). Later studeerde hij aan de universiteit van Indiana in Bloomington en voltooide er in 1901 zijn bacheloropleiding. Hij ging toen werken op het Lowell-observatorium in Flagstaff in Arizona, terwijl hij verder studeerde en in 1909 zijn Doctor of Philosophy-titel behaalde. 
Slipher werkte zijn hele carrière aan het Lowell-observatorium en was er directeur van 1926 tot 1952. Na de dood van de directeur van het observatorium, Percival Lowell, in 1916, nam Slipher diens zoektocht naar “planeet X” over. Hij wierf hiervoor Clyde Tombaugh aan die in 1930 de planeet Pluto zal ontdekken.

## Planetair onderzoek
Slipher verbeterde de metingen van de omwentelingstijd van de planeten. Hij begon met zijn onderzoek bij Venus. Tot dan waren dergelijke observaties gebaseerd op nauwelijks zichtbare uiterlijke kenmerken op het planeetoppervlak. De schattingen van de rotatie van Venus liepen dan ook ver uit elkaar, van 24 uur tot 225 dagen. Slipher ontwikkelde een nieuwe methode om de planeet spectrografisch te onderzoeken. Hij testte zijn methode ook uit op Mars. Hoewel hij in 1903 niet de exacte omwentelingstijd van Venus kon bepalen, kon hij wel vaststellen dat het in alle geval géén korte periode was. Ook aan de oppervlakte van Uranus zijn praktisch geen uiterlijke kenmerken zichtbaar. In 1912 kon hij echter de omwentelingstijd bepalen op 10,8 uur.
Slipher kon aan de hand van de spectra ook voor het eerst aantonen uit welke elementen de atmosfeer van de belangrijkste planeten was samengesteld. In de atmosferen van Jupiter en Saturnus ontdekte hij onder meer de aanwezigheid van methaan, ammoniak, ijzer en koper.

## Nevels
In 1912 ontdekte Slipher dat het licht van diffuse nevels veroorzaakt werd door reflectie van het licht van nabijgelegen sterren. Hij ontdekte dit voor het eerst bij de Merope nevel. Onderzoek van de nevel en van de ster Merope in de sterrenhoop Pleiaden leverde eenzelfde spectrum op. Later onderzoek bevestigde zijn hypothese. 
Zijn belangrijkste bijdrage tot de astronomie was de ontdekking van de roodverschuiving in de spectra van de spiraalnevels. De eerste nevel die hij onderzocht was de Andromedanevel. Uit zijn waarnemingen vanaf 1912 bleek dat de nevel met een onwaarschijnlijke snelheid van 300 km/s naar de zon toekwam. Andere nevels die hij onderzocht vertoonden een roodverschuiving, wat erop wees dat ze zich van ons verwijderden. Op basis van deze gegevens konden belangrijke doorbraken plaatsvinden in de sterrenkunde. Zo kon Edwin Hubble in 1924 de grootte van het heelal bepalen en kon Georges Lemaître in 1927 zijn theorie opstellen over het uitdijend heelal.

## Onderscheidingen
- 1932 - Henry Draper Medal
- 1933 - Gold Medal van de Royal Astronomical Society
- 1935 – Bruce Medal

### Naar hem vernoemd
- De slipherkrater op de maan met een diameter van 69 km. Deze krater is ook vernoemd naar zijn broer, de astronoom Earl Slipher.
- een krater op Mars met een diameter van 127 km.
- de planetoïde (1766) Slipher